# Премия имени А. Ф. Иоффе
Премия имени А. Ф. Иоффе — группа научных наград в России (ранее в СССР), учреждённых в честь академика Абрама Фёдоровича Иоффе и присуждаемых за выдающиеся работы в области физики. Под таким названием существуют премия Физико-технического института (ФТИ), премия Санкт-Петербургского научного центра (СПбНЦ) и премия Российской академии наук (РАН). Последняя имеет наиболее давнюю историю и наиболее широкий географический охват получателей.

## Разновидности премии имени А. Ф. Иоффе

### Премия ФТИ
Эта разновидность премии имени А. Ф. Иоффе учреждена в Физико-техническом институте в Санкт-Петербурге. Институт был основан Иоффе и носит его имя. Премии выплачиваются сотрудникам данного института с 1999 года. Первое время конкурс на премию проводился раз в год, потом раз в два года. Всего до конца 2023 года премии были присуждены 16 авторским коллективам.

### Премия СПбНЦ
Премия СПбНЦ существует с 2000 года, и к концу 2023 года было выплачено 23 премии. Присуждается санкт-петербургским учёным-физикам ежегодно (хотя были отклонения от графика). Получателем во всех случаях является один конкретный учёный персонально. Вероятна модификация порядка присуждения ввиду создания Санкт-Петербургского отделения академии и изменения роли СПбНЦ.

### Премия РАН
Премия РАН имени А.Ф. Иоффе, в отличие от двух предыдущих разновидностей, учреждена ещё в советское время (в 1972 году) и присуждается президиумом РАН (в СССР — президиумом АН СССР). Обладателями стали 18 исследовательских коллективов из России (ранее из СССР). По плану присуждение должно происходить раз в три года, но имели место несоблюдения такой периодичности. 

## Лауреаты премии РАН имени А. Ф. Иоффе
| Год  | Лауреат премии                                                                              | За какие работы |
| ---- | ------------------------------------------------------------------------------------------- | --- |
| 1972 | Анатолий Робертович Регель                                                                  | За цикл работ в области экспериментальных исследований электронной проводимости жидкости                                                                   |
| 1975 | Лазарь Соломонович Стильбанс                                                                | За исследования термоэлектрических явлений в полупроводниках                                                                                               |
| 1978 | Исаак Михайлович Цидильковский                                                              | За монографию «Электроны и дырки в полупроводниках» |
| 1980 | Анатолий Петрович Александров                                                               | За цикл работ по исследованию физической природы механических и электрических свойств твердых тел и ядерной энергетике                                     |
| 1985 | Владимир Пантелеймонович Жузе                                                               | За цикл работ по физике полупроводников |
| 1987 | Григорий Езекиелевич Пикус и Эммануил Иосифович Рашба                                       | За серию работ «Симметрия и новые электронные явления в полупроводниках»                                                                                   |
| 1990 | Давид Наумович Мирлин                                                                       | За цикл работ «Спектроскопия горячей фотолюминесценции в полупроводниках»                                                                                  |
| 1993 | Владимир Иделевич Перель, Михаил Игоревич Дьяконов и Игорь Александрович Меркулов           | За цикл работ «Теория выстраивания импульсов фотовозбуждённых электронов в полупроводниковых кристаллах и гетероструктурах»                                |
| 1996 | Жорес Иванович Алфёров, Валерий Дмитриевич Румянцев и Вячеслав Михайлович Андреев           | За цикл работ «Фотоэлектрические преобразователи солнечного излучения на основе гетероструктур»                                                            |
| 1999 | Пётр Иосифович Антонов, Станислав Прохорович Никаноров и Альфред Борисович Синани           | За цикл работ «Исследование микропластичности в условиях кристаллизации способом А. В. Степанова и механического нагружения в широком диапазоне скоростей» |
| 2002 | Юрий Михайлович Попов                                                                       | За цикл работ по катодолюминесценции и полупроводниковым лазерам с катодно-лучевой накачкой                                                                |
| 2005 | Роберт Арнольдович Сурис                                                                    | За цикл работ «Исследование полупроводниковых сверхрешеток на основе квантовых ям и квантовых точек»                                                       |
| 2008 | Александр Александрович Каплянский, Сергей Александрович Басун и Борис Владимирович Новиков | За цикл работ «Спектроскопические исследования фотоэлектрических явлений в кристаллах»                                                                     |
| 2011 | Владимир Васильевич Устинов, Игорь Александрович Меркулов и Юрий Георгиевич Кусраев         | За цикл работ «Спиновые явления в полупроводниковых, металлических и магнитных наноструктурах»                                                             |
| 2014 | Владимир Моисеевич Пудалов                                                                  | За цикл работ «Эффекты сильных межэлектронных корреляций в двумерных системах электронов в полупроводниках»                                                |
| 2017 | Мирон Янкелевич Амусья и Лариса Владимировна Чернышева                                      | за цикл работ «Теория резонансных явлений в процессах взаимодействия фотонов, электронов и позитронов с атомами, фуллеренами и эндоэдралами»               |
| 2020 | Александр Владимирович Чаплик                                                               | за цикл работ «Теория плазменных колебаний в низкоразмерных системах и наноструктурах».                                                                    |
| 2023 | доктор физико-математических наук Матвей Вульфович Энтин                                    | за цикл работ «Теория фотогальванического эффекта в средах без центра инверсии».                                                                           |